# Kalkwerk

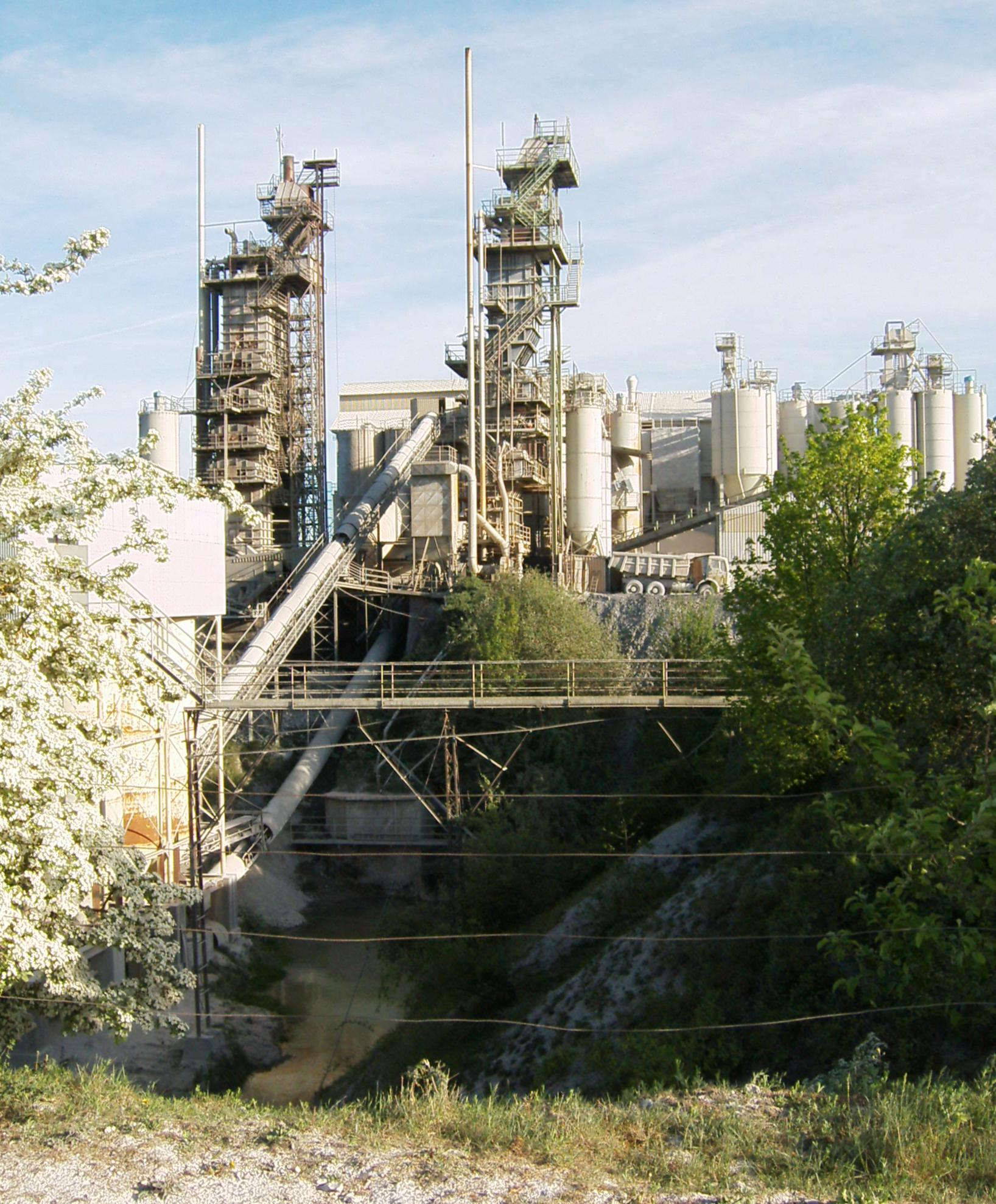
Kalkwerk Breckweg auf dem Thieberg in Rheine, Förderanlagen und zwei Brennöfen.

Ein Kalkwerk dient der Gewinnung von Kalkstein aus Steinbrüchen und der Herstellung von Produkten aus Kalkstein. Dabei stellt das Kalkbrennen im Kalkofen den wichtigsten Veredelungsschritt dar. Dabei wird Calciumcarbonat, der Hauptbestandteil des Kalks, in Calciumoxid umgewandelt. Die verschiedenen Produkte werden mit Silozügen zu den Abnehmern gebracht, als Schüttgut oder Sackware ausgeliefert.

## Gewinnung von Kalkstein
Der Kalkstein wird meist über Tage in Steinbrüchen, selten in Bergwerken,  gewonnen. Eine mögliche Abbaustätte wird vorab erforscht, geophysikalische Methoden und Kernbohrungen geben Aufschluss über Lage und Qualität des Gesteins. Die Lagerstätte wird kartiert, am Computer werden dreidimensionale Modelle entwickelt und auf ihre wirtschaftliche Abbaufähigkeit hin untersucht. Die Genehmigungsbehörden wägen alle anstehenden Interessen gegeneinander ab, bevor sie die Stätte für den Abbau freigeben. Der Betreiber muss eine Vielzahl von Gesetzen, Verordnungen und behördlichen Bestimmungen beachten.
Da fast alle Kalksteinlagerstätten in Deutschland von Deckschichten überlagert sind, müssen diese erst abgeräumt werden, bevor der Kalkstein abgebaut werden kann. Die Halden werden direkt nach dem Anlegen begrünt und dienen als Lärm- und Sichtschutz. In aller Regel wird der feste Kalkstein durch Sprengungen gelockert und zertrümmert, Dabei bilden sich stufenförmige Abbausohlen. Um die Erschütterung in der Umgebung zu reduzieren, werden die Sprengungen als viele Einzelsprengungen im Tausendstel-Sekunden-Abstand gezündet.

## Verarbeitung des Rohmaterials

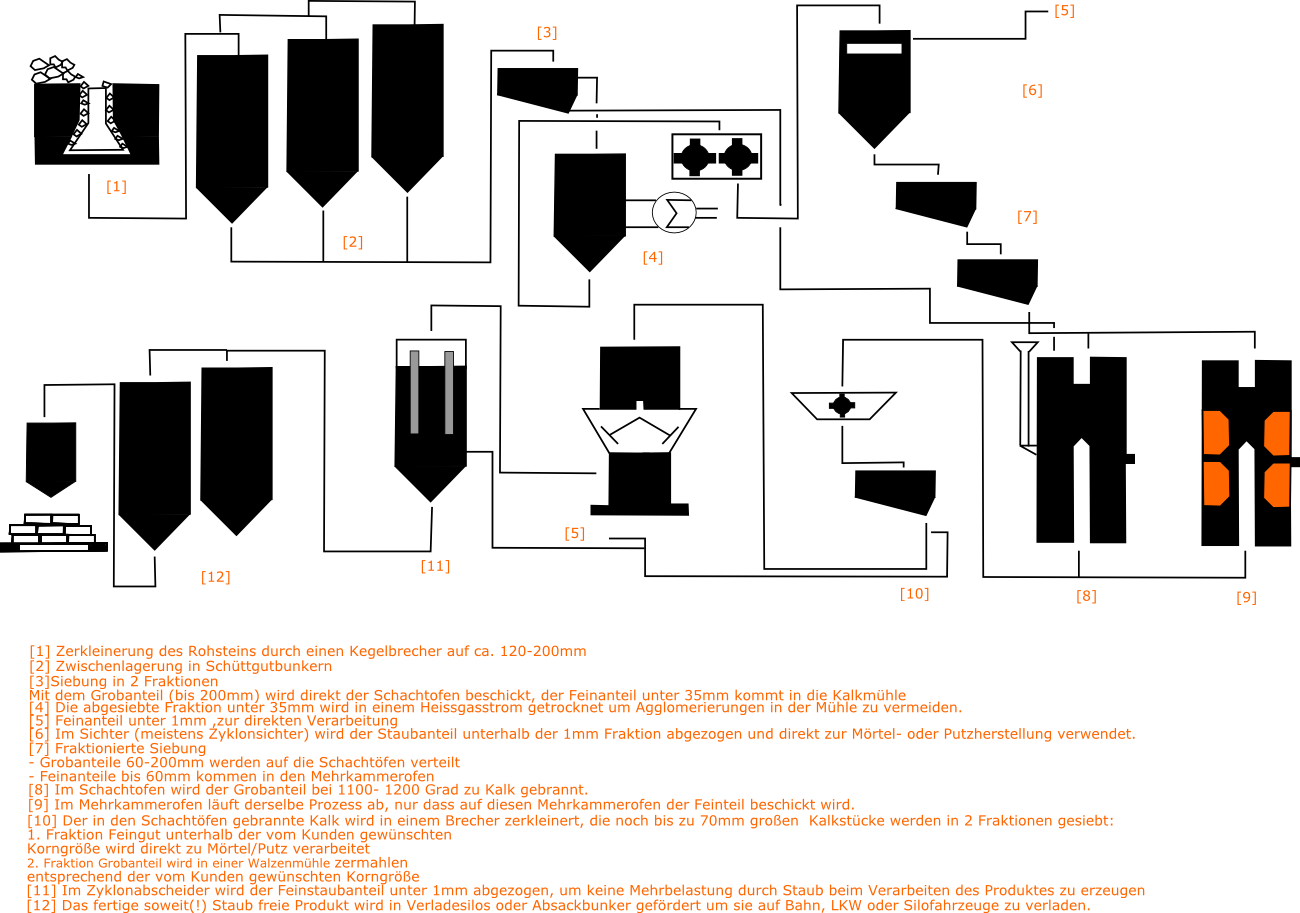
Schematische Darstellung der Herstellung und Verarbeitung von Kalk.

Die Bruchsteine, das Haufwerk, werden mit schweren Baggern oder Radladern aufgenommen und durch Muldenkipper oder Förderbänder zum Kalkwerk transportiert. Hier erfolgt zunächst eine weitere mechanische Zerkleinerung in einer Brecheranlage. Das Rohmaterial wird häufig aufbereitet, in den meisten Kalkwerken lassen sich Verunreinigungen durch Absieben vom Stein trennen, in anderen Werken werden die Steine gewaschen. Das Waschwasser wird in einen Klärteich geleitet, wo sich die Feststoffe absetzen und das reine Wasser wieder in den Betriebskreislauf zurückgeführt wird.
Das gereinigte Korngemisch wird auf Siebanlagen nach unterschiedlichen Korngrößen sortiert, teilweise wird der Rohstein gemahlen. Kleinkörniges Material kann, eventuell nach Trockenschritt, schon direkt als Düngekalk in der Landwirtschaft verwendet werden. Ein Teil des Kalksteins wird ungebrannt verkauft und direkt als Schotter, Splitt, Sand oder Mehl verwandt.

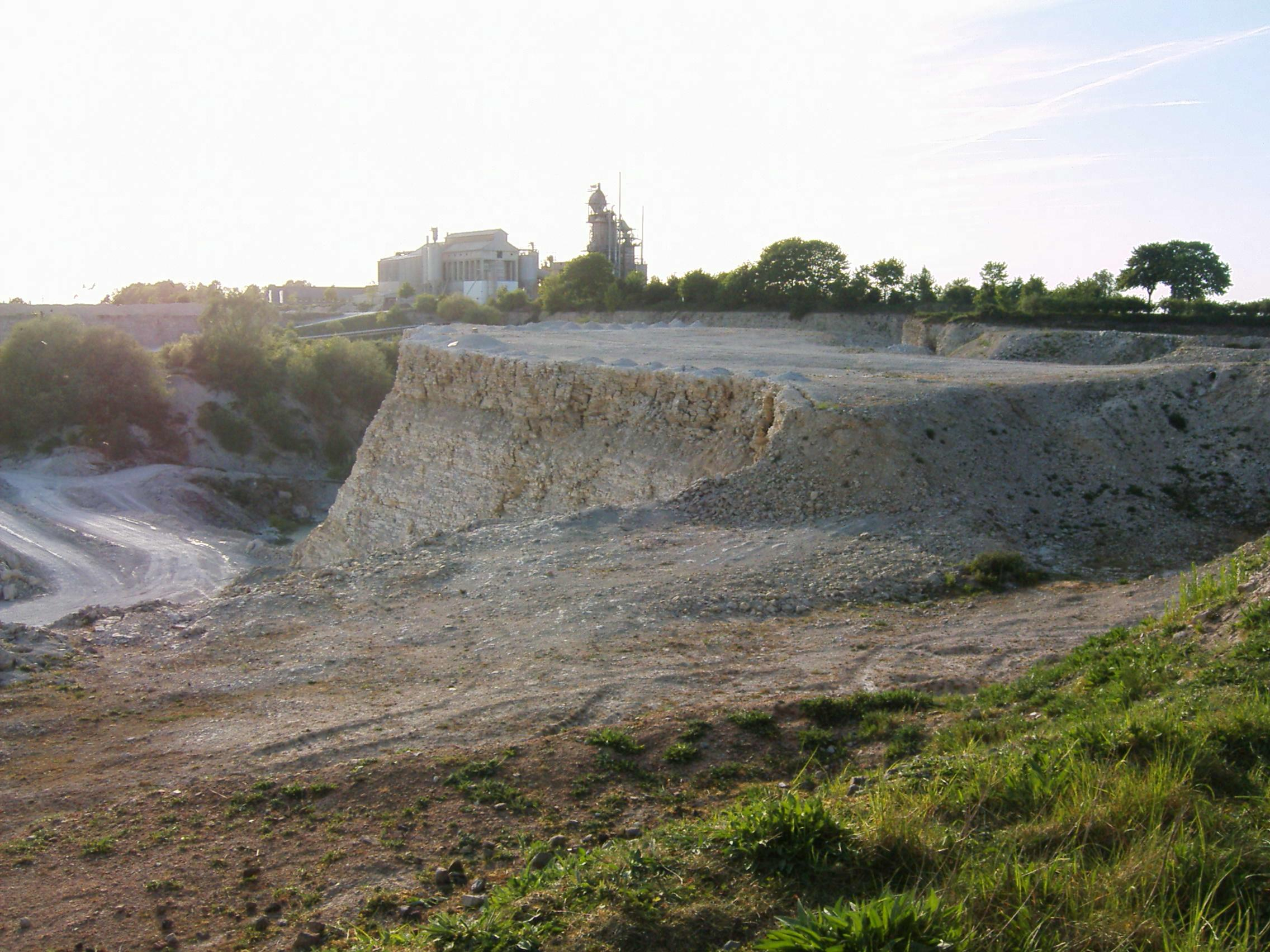
Kalksteinbruch mit Kalkwerk im Hintergrund
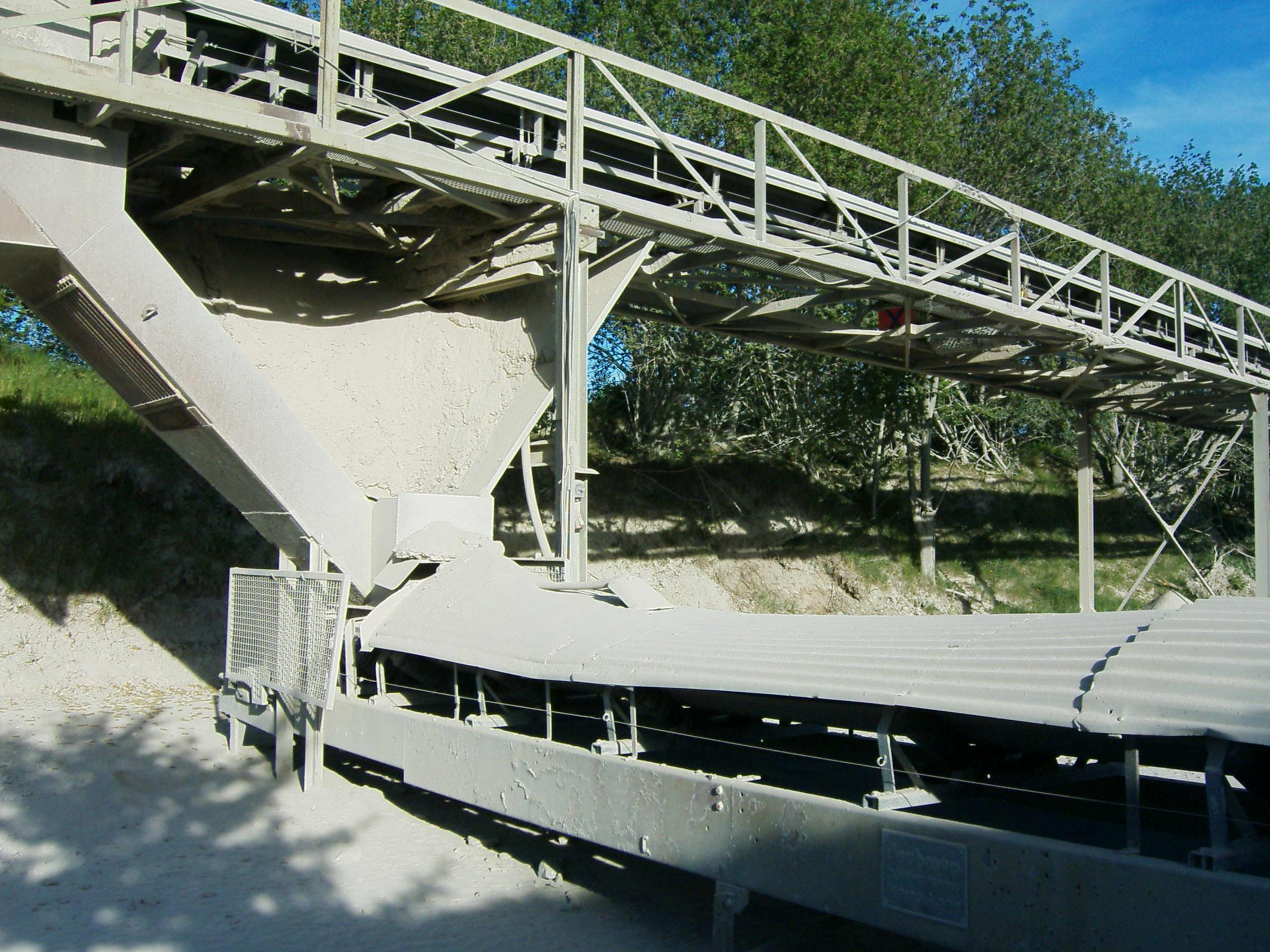
Förderbänder für Bruchsteine
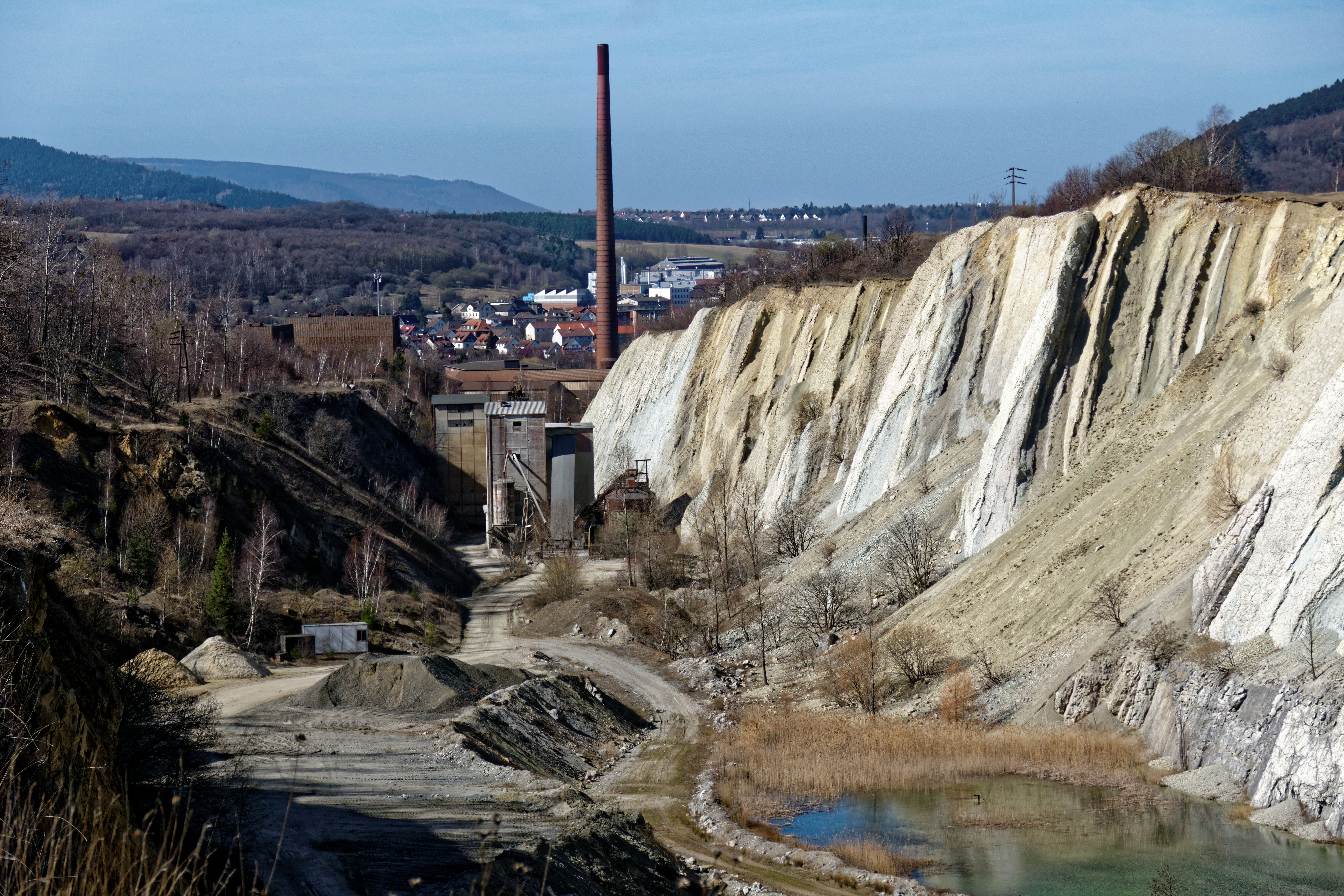
Kalkwerk bei Oker/Harlingerode mit Bruchschneise im Vordergrund
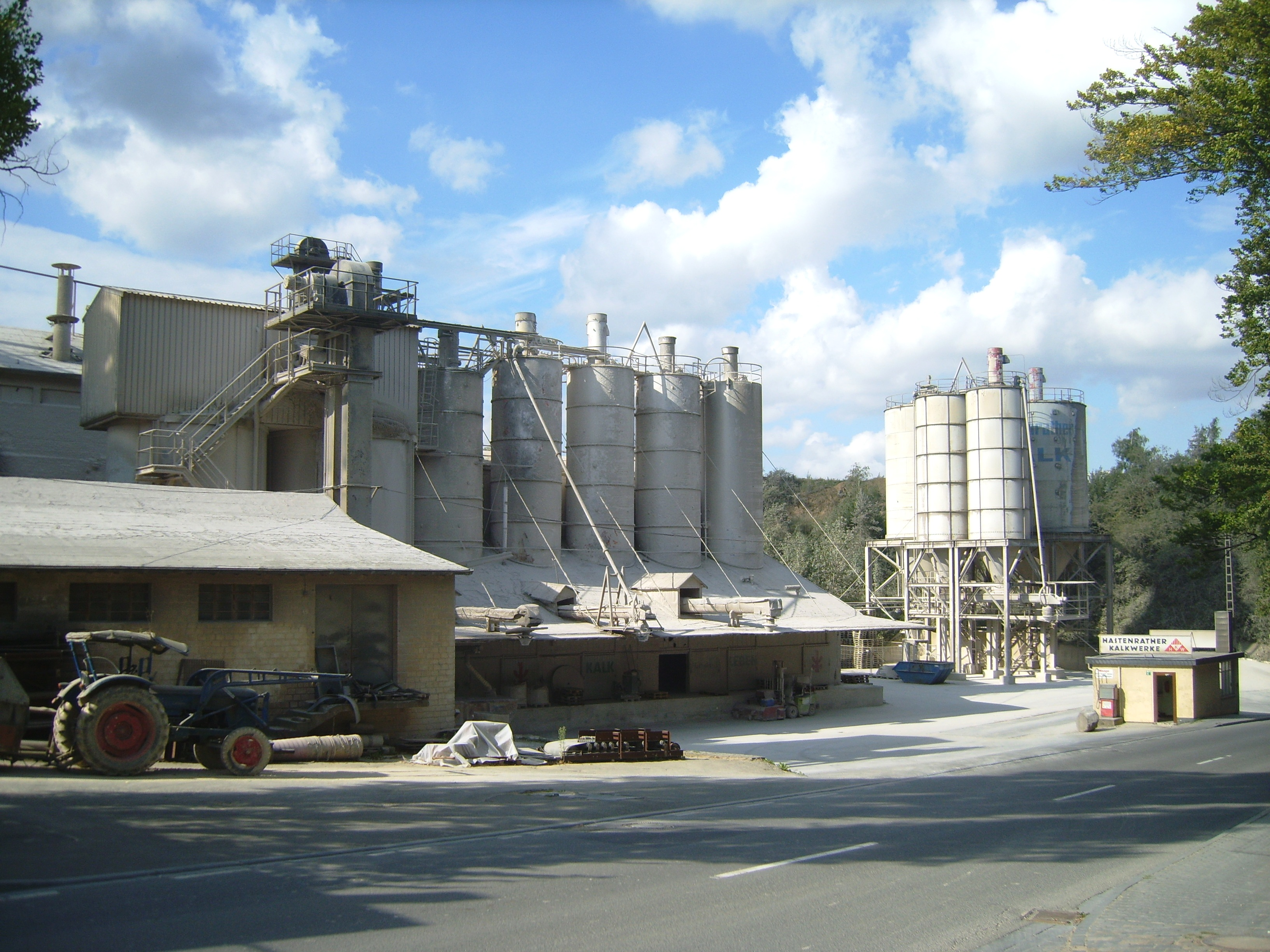
Kalkwerk in Hastenrath
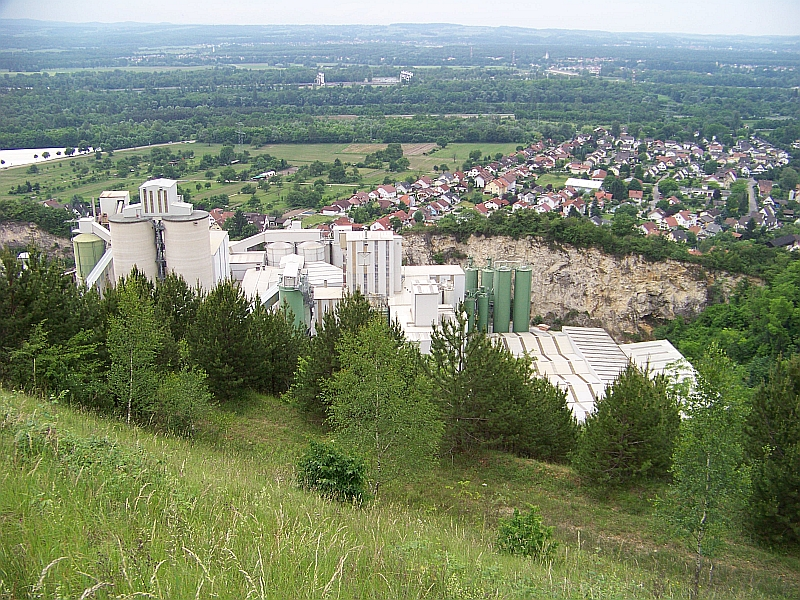
Kalkwerk Istein Übersicht über das Werksgelände
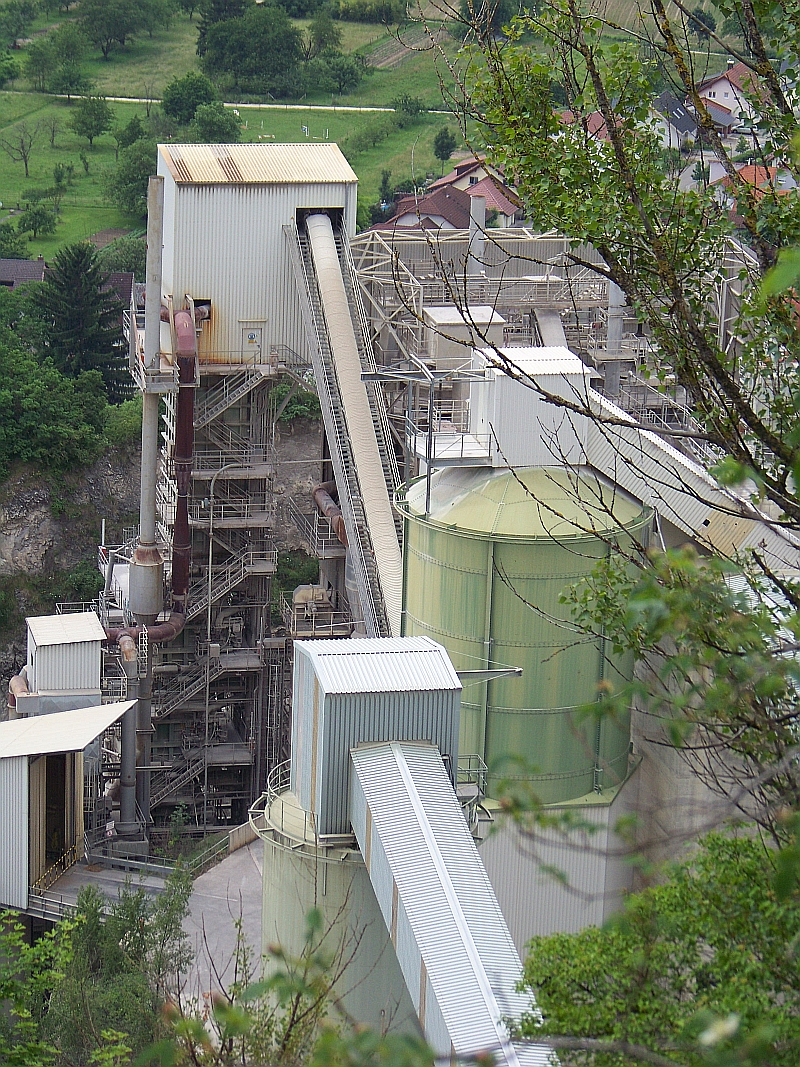
Kalkofen mit Pufferbunker und Siebanlagen
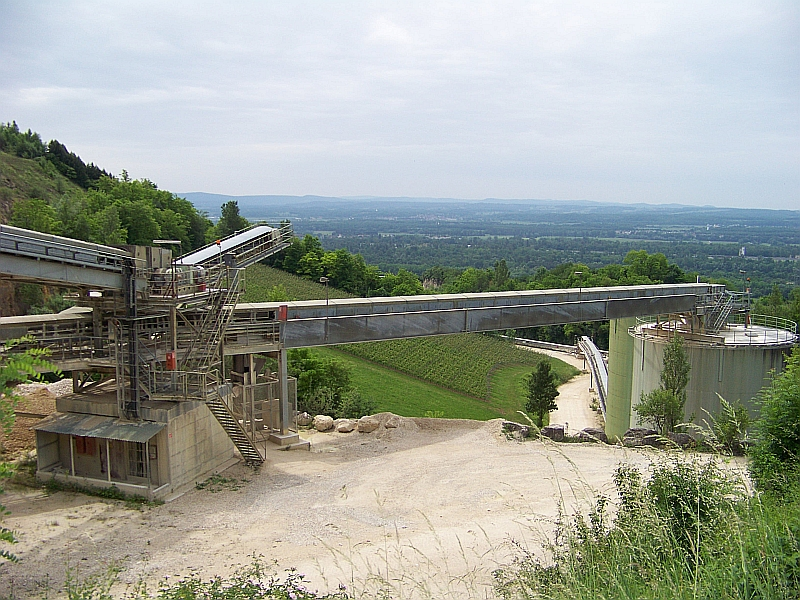
Austritt aus dem Isteinerblock mit Gurtförderer zu den 2 3500 m2 Silos
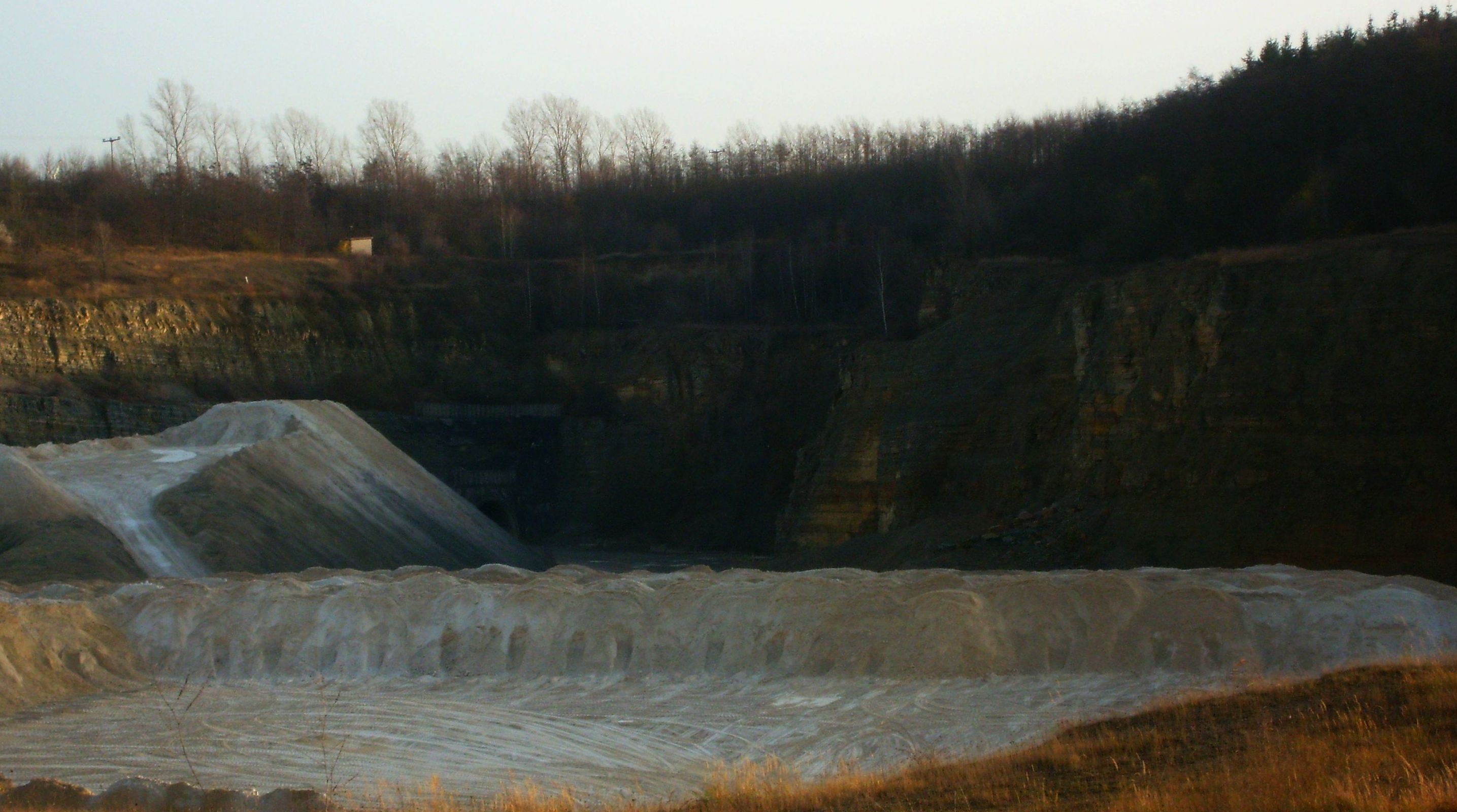
Kalksteinbruch in Schraplau, Sachsen-Anhalt

## Veredelung
Hauptartikel: Technischer Kalkkreislauf
Der Hauptteil der Kalksteine wird jedoch in Kalkschachtöfen gebrannt, es entsteht Branntkalk. Dieser wird in der Bauindustrie und im Umweltschutz (Rauchgasentschwefelung) gebraucht. Branntkalk wird durch Zugabe von Wasser zu Sumpfkalk (Löschkalk). Dieses Produkt wird ebenfalls in der Bauindustrie verwendet.

## Spezielle Kalkwerke
- Kalkwerk Lengefeld, Bergwerk in Sachsen.
- Kalkwerk Miltitz Besucherbergwerk in Sachsen.
- Kalksteinbruch Langenberg, Bergwerk bei Göttingerode, Niedersachsen.
- Kalkbergwerk am Königsberg Besucherbergwerk in Wolfstein, Rheinland-Pfalz
- Georg Behringer KG (Sengenthal bei Neumarkt in der Oberpfalz) Nicht mehr in Betrieb
- Kalksteinbruch Rüdersdorf bei Berlin
- Nordkalk (Lübeck)
- Fels (Baustoffhersteller) (Goslar)
- Rheinkalk Wülfrath